# Erzbistum San Francisco
Das in den Vereinigten Staaten gelegene Erzbistum San Francisco (lat. Archidioecesis Sancti Francisci, englisch Archdiocese of San Francisco) ist eine Diözese der römisch-katholischen Kirche. Es wurde am 29. Juli 1853 aus dem Bistum Monterey als Erzbistum herausgelöst.
Zum Gebiet der Erzdiözese gehören heute die Countys San Francisco, Marin und San Mateo.

## Geschichte
Vorläufer des Erzbistums war das Bistum Monterey in California, das am 27. April 1840 durch Papst Gregor XVI. mit der Apostolischen Konstitution Apostolicam sollicitudinem aus Gebietsabtretungen des Bistums Sonora als Bistum beider Kalifornien errichtet und dem Erzbistum Mexiko-Stadt als Suffraganbistum unterstellt war. Das Bistum beider Kalifornien wurde nach den Gebietsabtretungen Mexikos im Mexikanisch-Amerikanischen Krieg am 20. November 1849 geteilt und der nun US-amerikanische Nordteil in Bistum Monterey umbenannt. Am 29. Juli 1853 gab das Bistum Monterey Teile seines Territoriums zur Gründung des Erzbistums San Francisco ab, dem es als Suffraganbistum unterstellt wurde.
Nachdem am 27. September 1860 das Apostolische Vikariat Marysville aus dem Erzbistum herausgelöst worden war, gab es am 28. Mai 1886 einige Gebiete an das neubegründete Bistum Sacramento ab, 1887 erfolgte die Abtrennung des Apostolischen Vikariates Utah. Am 13. Januar 1962 wurden die Bistümer Oakland und Santa Rosa auf seinem Diözesangebiet als eigenständige Bistümer begründet. Zugleich wurden auch einige Gebiete an das neue Bistum Stockton abgetreten. Am 27. Januar 1981 wurde aus Gebieten des Erzbistums San Francisco das Bistum San Jose in California gegründet.
Das Bistumsgebiet umfasst heute lediglich San Francisco und die Countys San Mateo und Marin.

## Kirchenprovinz
- Erzbistum San Francisco

1. Bistum Honolulu
2. Bistum Oakland
3. Bistum Sacramento
4. Bistum San Jose
5. Bistum Santa Rosa
6. Bistum Stockton

## Erzbischöfe von San Francisco
1. 1853–1884 Joseph Sadoc Alemany y Conill OP
2. 1884–1914 Patrick William Riordan
3. 1915–1935 Edward Joseph Hanna
4. 1935–1961 John Joseph Mitty
5. 1962–1977 Joseph Thomas McGucken
6. 1977–1995 John Raphael Quinn
7. 1995–2005 William Joseph Levada
8. 2005–2012 George Hugh Niederauer
9. 2012–0000 Salvatore Joseph Cordileone